# Regierung Gerhardsen II
Die Regierung Gerhardsen II wurde in Norwegen am 5. November 1945 durch Einar Gerhardsen nach der Parlamentswahl vom 8. Oktober 1945 gebildet und bestand bis zum 19. November 1951. Bei der Parlamentswahl hatte die Arbeiderpartiet (Ap) von Statsminister (Ministerpräsident) Gerhardsen 41 Prozent der Stimmen und errang mit 76 von 150 Mandaten eine knappe absolute Mehrheit im Storting, so dass die Regierung ausschließlich aus Mitgliedern der Arbeiderpartiet bestand. Bei der Parlamentswahl vom 10. Oktober 1949 konnte die Arbeiderpartiet ihren Vorsprung weiter ausbauen und erhielt 45,7 Prozent der Stimmen und verfügte mit 85 Sitzen über eine deutliche absolute Mehrheit.

## Minister
| Ressort                                | Minister                                                                               | Partei                          |
| -------------------------------------- | -------------------------------------------------------------------------------------- | ------------------------------- |
| Ministerpräsident                      | Einar Gerhardsen                                                                       | Arbeiderpartiet                 |
| Äußeres                                | Trygve Lie 2. Februar 1946 Halvard Lange                                               | Arbeiderpartiet Arbeiderpartiet |
| Versorgung                             | Oscar Torp 10. Januar 1948 Nils Hønsvald 14. September 1950 Auflösung des Ministeriums | Arbeiderpartiet Arbeiderpartiet |
| Kirchen und Unterricht                 | Kaare Fostervoll 28. Juni 1948 Lars Moen                                               | Arbeiderpartiet Arbeiderpartiet |
| Industrie                              | 6. Dezember 1947 Lars Evensen                                                          | Arbeiderpartiet                 |
| Soziales                               | Sven Oftedal 20. Dezember 1948 Aaslaug Aasland                                         | Arbeiderpartiet Arbeiderpartiet |
| Landwirtschaft                         | Kristian Fjeld                                                                         | Arbeiderpartiet                 |
| Arbeit                                 | Nils Langhelle 22. Februar 1946 Auflösung des Ministeriums                             | Arbeiderpartiet                 |
| Verkehr und Kommunikation              | 22. Februar 1946 Nils Langhelle                                                        | Arbeiderpartiet                 |
| Justiz                                 | Oscar Christian Gundersen                                                              | Arbeiderpartiet                 |
| Finanzen                               | Erik Brofoss 6. Dezember 1947 Olav Meisdalshagen                                       | Arbeiderpartiet Arbeiderpartiet |
| Verteidigung                           | Jens Christian Hauge                                                                   | Arbeiderpartiet                 |
| 20. Dezember 1948 Kommunen und Arbeit  | Ulrik Olsen                                                                            | Arbeiderpartiet                 |
| 6. Dezember 1947 Handel und Schiffahrt | Erik Brofoss                                                                           | Arbeiderpartiet                 |
| Fischerei                              | 1. Juli 1946 Reidar Carlsen                                                            | Arbeiderpartiet                 |
| Ministerin ohne Geschäftsbereich       | Aaslaug Aasland                                                                        | Arbeiderpartiet                 |
| Minister ohne Geschäftsbereich         | Peder Holt                                                                             | Arbeiderpartiet                 |
| Minister ohne Geschäftsbereich         | Reidar Carlsen                                                                         | Arbeiderpartiet                 |